# Epimecinus alkirna
Epimecinus alkirna là một loài nhện trong họ Desidae.
Loài này thuộc chi Epimecinus. Epimecinus alkirna được miêu tả năm 1973 bởi Gray.